# Kyon Ki
Kyon Ki (Hindi: क्योंकि, Urdu: کیونکہ, wörtl.: Weil) ist ein Bollywood-Film, der in Indien 2005 erschienen ist.

## Handlung
Der verwitwete Colonel Khurana leitet seine private psychiatrische Klinik, wo seine Tochter Tanvi als Ärztin arbeitet. Die menschenunwürdige Behandlung der Geisteskranken, die Khurana praktiziert, dient nicht gerade deren Genesung. Tanvi ist humaner als ihr Vater und kümmert sich besonders sorgsam um die Patientin #36, als ob sie ihre eigene Mutter wäre, die sie nie hatte. Die Patientin betrachtet sie auch beinah als Tochter, solange sie auf Tanvis Hilfe angewiesen ist. Doch als sie endlich gesund wird, zeigt sie sich sehr undankbar und verlässt die Klinik, ohne Tanvi ein nettes Wort zu sagen. Tanvi ist dadurch sehr gekränkt und beschließt, nie mehr ihre Patienten ins Herz zu schließen. Ab nun behandelt sie die Kranken nicht viel besser als ihr Vater. Besonders verhasst von ihr wird der neue Patient #36 – Anand Sharma, der dem Mord an seiner Frau beschuldigt wird, aber vom Gericht für schuldunfähig erklärt wurde, da er nach der Tat psychisch gestört sein soll. Dr. Sunil, der auch an der Klinik arbeitet, ist der Sohn eines Hausangestellten der Familie Sharmas, der eine finanzielle Unterstützung von Anands Vater während des Medizin-Studiums bekommen hat. Anand, mit dem er aufgewachsen ist, war immer wie ein Bruder für ihn. Deswegen versucht er, Anand vor der grausamen Behandlung zu schützen. Er zieht auch Tanvi an seine Seite, indem er ihr Anands Liebesgeschichte offenbart:
Vor einiger Zeit hat sich Anand in Europa in ein Kloster Mädchen namens Maya verliebt, die im Kirchenchor sang und vorhatte, zu einer Nonne zu werden. Anand hat alles versucht, um ihre Zuneigung zu gewinnen. Letztendlich hatte er Erfolg, und Maya wurde zu seiner Frau. Er brachte sie nach Indien, um sie seinen Verwandten und Freunden vorzustellen, doch während der Party ist ein Unglück passiert. Anand warf Maya ins Bassin, ohne zu wissen, dass sie nicht schwimmen kann. Als er das merkte, war es zu spät – Maya war ertrunken. Dadurch erlitt Anand eine psychische Störung.
Als Tanvi die Geschichte erfährt, fühlt sie sich angezogen von Anand und langsam verliebt sich in ihn. Dank Tanvis und Sunils Bemühungen kommt Anand zu sich und muss bald aus der Klinik entlassen werden. Er ist auch verliebt und möchte Tanvi heiraten. Doch ihr Vater hat sie bereits dem Karan versprochen, der gerade bei ihnen zu Besuch ist. Der Colonel ist zu allem bereit, um seine Tochter von der Heirat mit Anand abzuhalten.